# Арахлей (озеро)
Арахле́й (бур. Арахира нуур) — самое большое озеро Ивано-Арахлейской системы озёр на юге Витимского плоскогорья в Забайкальском крае. Находится в 40 км к западу от города Читы. Относится к бассейну реки Хилок (правый приток Селенги).

## Описание
Площадь водной поверхности — 58,5 км², площадь водосбора — 242 км² (по другим данным — 256 км²), объём воды — 0,61 км³. Длина — 10,7 км, ширина — 7 км. Высота над уровнем моря — 965 м. Длина береговой линии — 29 км.. 
Вода в озере пресная, проточная. Минерализация — 100—200 мг/дм³.
Озеро Арахлей отличается от других Ивано-Арахлейских озёр значительными глубинами — наибольшая глубина 19,5 м в северо-восточной части водоёма. В центральной части глубины достигают более 16 м. Быстрое нарастание глубин прослеживается в северной части озера. В южной части дно пологое с постепенным увеличением глубин к центру озера.
В прибрежной части дно песчано-галечниковое, до глубин 3—5 метров — песчано-илистое. Остальная часть дна покрыта илом органического происхождения.
В озеро впадает две небольшие реки — Домка и Грязнуха (Шаборта). В многоводные годы из озера вытекает ручей Холой, впадающий в озеро Шакшинское (считается началом реки Хилок).
На берегах озера расположены сёла Арахлей, Преображенка и различные базы отдыха.

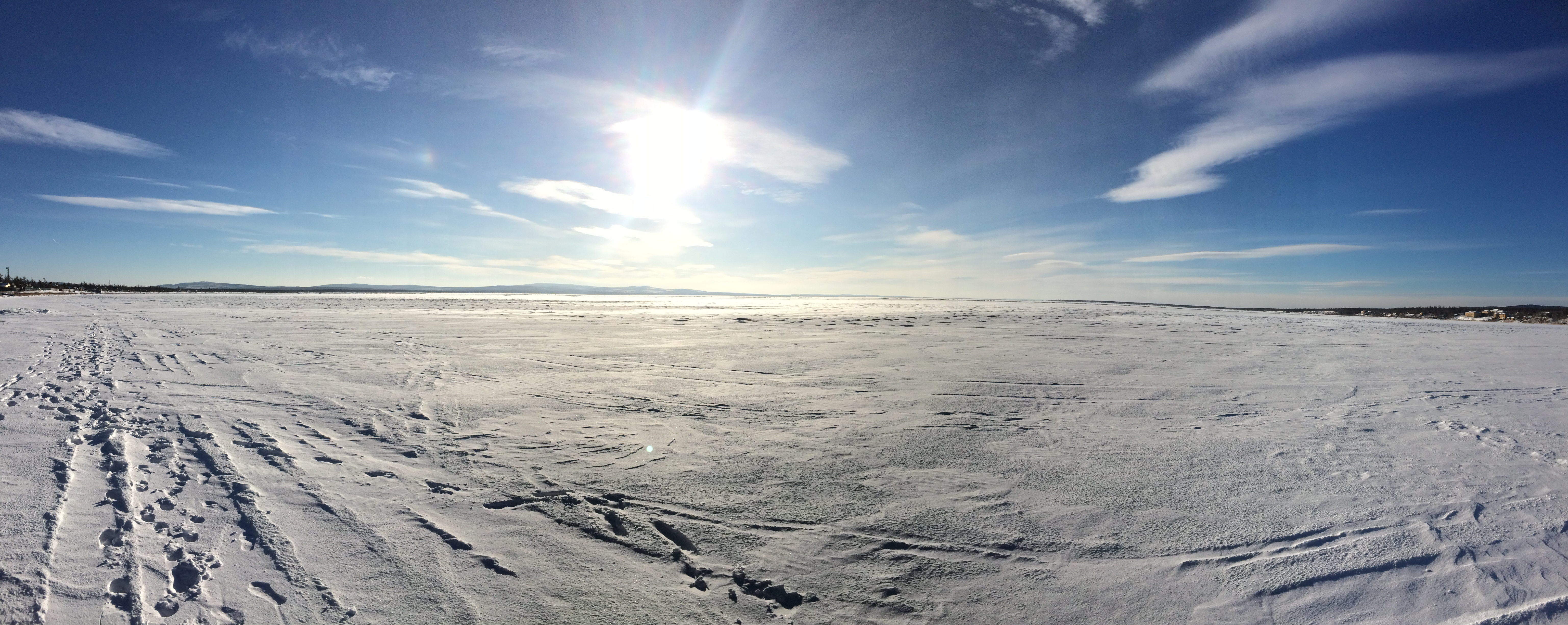
Озеро Арахлей зимой